# Gazdaságinformatikus
A gazdasági informatikus szakmai megnevezés több szakterület integrált ismeretével rendelkező, főként információtechnológiával foglalkozó gyakorlati szakembereket leíró fogalom. Ez magában foglalja az információs rendszerek, az üzletvezetés és a számítástudomány diszciplínák legfontosabb elemeit.
A gazdasági informatikus szakemberek képesek a komplex üzleti és pénzügyi folyamatokat megérteni, problémákat feltárni és megoldási alternatívákat kidolgozni, valamint alkalmasak az értékteremtő folyamatokat támogató informatikai rendszerekkel szemben támasztott igények felismerésére, ilyen rendszerek tervezésére, fejlesztésre és a kész alkalmazások menedzselésére. Ilyen alkalmazások például az integrált vállalatirányítási rendszerek, e-kereskedelem, adattárházakra épülő információs rendszerek, elektronikus banki megoldások.
A gazdasági informatikusok több irányba specializálódhatnak. A gazdasági elemző szakemberek korszerű üzleti intelligencia rendszerek adaptálására, optimalizálására és továbbfejlesztésére specializálódnak, amelyek pl. üzleti folyamatok elemzésére, ügyfél-analitikára, kockázatelemzésre szolgálnak adat- és szövegbányászati technológiák, vizualizáció technikák segítségével. A vállalatirányítási szakemberek a vállalati rendszerek, mint szoftveralkalmazások tervezését, fejlesztését, más rendszerekhez való illesztését végzik a folyamatosan megújuló igények szerint. A pénzügyre specializálódott szakemberek a pénzügyi információs folyamatok és szolgáltatások szektorában a pénzpiaci folyamatok és műveletek áttekintésére, illetve azok elemzésére, menedzselésére, ellenőrzésére szolgáló rendszerek fejlesztésével foglalkoznak. Más szakemberek az elektronikus közigazgatás és közszolgáltatások területén a közigazgatás folyamatainak áttekintésével, informatikai modellezésével, valamint a modulrendszerű igen nagy rendszerek adaptálásával foglalkoznak. A szolgáltatásfejlesztéssel és szolgáltatás-menedzsmenttel foglalkozó szakemberek a szolgáltatásorientált rendszerek informatikai és üzleti szempontok szerinti tervezését és fejlesztését végzik.
Magyarországon több helyen képeznek gazdasági informatikusokat, ahol programozási ismeretekre, Internet technológiákra alapozva tanulnak adatbáziskezelést, üzleti intelligenciát, üzleti folyamat modellezést; valamint elsajátítják, hogy hogyan kell tervezni, fejleszteni üzletet kiszolgáló információs rendszereket. A képzések az informatikai súlypont megtartása mellett menedzsment témákat is tartalmaznak: információmenedzsment, tudásmenedzsment, szervezeti menedzsment, mérnöki menedzsment.
Tipikus pozíciók egy végző gazdasági informatikus számára: folyamatszervező, rendszertervező, projektmenedzser, tanácsadó informatikai rendszerek, integrált vállalatirányítási rendszerek, elektronikus közigazgatási és ellátási lánc rendszerek, ügyfél menedzsment vagy tudásmenedzsment területén.

## Fordítás
- Ez a szócikk részben vagy egészben  a   Business informatics című angol Wikipédia-szócikk fordításán alapul.  Az eredeti cikk szerkesztőit annak laptörténete sorolja fel. Ez a jelzés csupán a megfogalmazás eredetét és a szerzői jogokat jelzi, nem szolgál a cikkben szereplő információk forrásmegjelöléseként.
- Ez a szócikk részben vagy egészben  a   Master of Business Informatics című angol Wikipédia-szócikk fordításán alapul.  Az eredeti cikk szerkesztőit annak laptörténete sorolja fel. Ez a jelzés csupán a megfogalmazás eredetét és a szerzői jogokat jelzi, nem szolgál a cikkben szereplő információk forrásmegjelöléseként.